# Čepljani
Čepljani (olaszul: Cipiani) falu Horvátországban, Isztria megyében. Közigazgatásilag Umaghoz tartozik.

## Fekvése
Az Isztria északnyugati részén, Umagtól 6 km-re délkeletre, a tengerparttól 4 km-re elterülő termékeny mezőn fekszik.

## Története
A 17. században a török elől menekülő dalmáciai horvát földművesekkel telepítették be. 1797-ben a napóleoni háborúk következtében megszűnt a Velencei Köztársaság és az Isztriával együtt a település is Habsburg uralom alá került. 1805-ben Napóleon a francia fennhatóság alatt álló Illír provincia részévé tette. Napóleon bukása után 1813-ban az egész Isztriával együtt ismét a Habsburg birodalom részévé vált és maradt 1918-ig. 1880-ban 234, 1910-ben 280 lakosa volt.
Az első világháború után a rapallói szerződés értelmében Isztria az Olasz Királysághoz került. 1943-ban az olasz kapitulációt követően német megszállás alá került, mely 1945-ig tartott. A második világháború után a párizsi békeszerződés értelmében Jugoszlávia része lett, de 1954-ig különleges igazgatási területként átmenetileg a Trieszti B zónához tartozott és csak ezután lépett érvénybe a jugoszláv polgári közigazgatás. A település Jugoszlávia felbomlása után 1991-ben a független Horvátország része lett. 2011-ben 212 lakosa volt. Lakói főként mezőgazdasággal és turizmussal, vendéglátással foglalkoznak.

## Lakosság
| Lakosság változása | Lakosság változása | Lakosság változása | Lakosság változása | Lakosság változása | Lakosság változása | Lakosság változása | Lakosság változása | Lakosság változása | Lakosság változása | Lakosság változása | Lakosság változása | Lakosság változása | Lakosság változása | Lakosság változása | Lakosság változása |
| ------------------ | ------------------ | ------------------ | ------------------ | ------------------ | ------------------ | ------------------ | ------------------ | ------------------ | ------------------ | ------------------ | ------------------ | ------------------ | ------------------ | ------------------ | ------------------ |
| 1857               | 1869               | 1880               | 1890               | 1900               | 1910               | 1921               | 1931               | 1948               | 1953               | 1961               | 1971               | 1981               | 1991               | 2001               | 2011               |
| 0                  | 0                  | 234                | 252                | 264                | 280                | 0                  | 0                  | 285                | 215                | 225                | 178                | 158                | 142                | 155                | 212                |